# 五十嵐隆夫
五十嵐 隆夫（いがらし たかお、1947年 - ）は、講談社の漫画編集者。『週刊少年マガジン』の編集長を11年にわたって務めた。

## 略歴
1947年生まれ。1966年3月、埼玉県立浦和商業高等学校を卒業する。
高校卒業直後に、講談社に入社する。1967年、『天才バカボン』の担当編集者として、赤塚不二夫の担当となる。『天才バカボン』では、『イガラシ記者』、あるいは名前をもじって『デガラシ記者』『トウガラシ記者』、『バカラシ記者』で登場することもあった。
1986年、第6代『週刊少年マガジン』編集長に就任する。在任中には『金田一少年の事件簿』が大ヒットしたほか、『はじめの一歩』などのスポーツ漫画、『疾風伝説 特攻の拓』などのヤンキー漫画でもヒット作が生まれ、1990年代の第2次黄金期へと導いた。1997年、『週刊少年マガジン』の編集長を辞する。
2004年2月、株式会社講談社の常務取締役に就任する。2008年2月、講談社の専務取締役。2011年2月、講談社の顧問に就任。高卒ながら講談社の重役を歴任した。

## テレビ出演
- 日経スペシャル カンブリア宮殿 「ニッポン少年マンガ　過去の50年　未来の50年」（2009年3月23日、テレビ東京）- 講談社 専務として出演[2]。
- アナザーストーリーズ 「これでいいのだ！天才バカボン誕生」（2024年2月2日、NHK）

## 関連事項
- 週刊少年マガジン
- 天才バカボン